# Кашина, Нина Васильевна
Нина Васильевна Кашина (Кашина-Памятных, псевдоним Нина Памятных, 2 (15) декабря 1903 года, Пермь — 1985, Москва) — советская художница, живописец и график, иллюстратор, плакатист. Автор произведений бытового жанра, натюрмортов, портретов, пейзажей, занималась книжной иллюстрацией.

## Биография
Родилась 2 (15) декабря 1903 года в Перми в семье потомственного иконописца. Сестра известной художницы Надежды Кашиной. Окончила Пермский художественный техникум в 1922 году. С 1922 года жила в Москве. В 1930 году окончила ВХУТЕМАС-ВХУТЕИН в Москве. Училась в Москве у Константина Истомина, Владимира Фаворского, Петра Митурича, Николая Купреянова, Роберта Фалька.
Участница движения авангарда 1920-х годов. Была одной из членов художественного общества «Рост» с 1928 года. Была участницей группы «13» (1929—1932) и первой выставки группы в 1929 году в Москве. В каталоге второй выставки Нина Кашина фигурировала как Нина Памятных (девичья фамилия матери художницы). Участница выставок с 1929 года в СССР и за границей. В 1934 году в Москве состоялась её первая персональная выставка.
Работала как иллюстратор для издательства «Молодая гвардия», как плакатист — в Окнах ТАСС (1941).
В 1931 году была в творческой командировке в Новороссийске (от издательства «Молодая гвардия»), в 1935 году — в Крыму (от Наркомпроса), в пионерском лагере «Артек».
Выходит замуж за известного живописца Михаила Недбайло, также одного из активных участников группы «13». После окончания ВХУТЕМАСа, молодые художники Кашина и Недбайло получили комнату в Царицыно, где прожили с 1927 по 1943 год, до эвакуации из Москвы. В 1940 году родила сына Николая (1940—2015). После гибели мужа на фронте Великой Отечественной войны в 1943 году, эвакуируется с сыном в Узбекскую ССР. После войны возвращается в Москву. Умерла в 1985 году.
Работы художницы хранятся в Государственном музее изобразительных искусств имени А. С. Пушкина, Государственной Третьяковской галерее, в Государственном музее искусств имени И. В. Савицкого в Нукусе (Узбекистан), Псковском и Новокузнецком музеях, в частных собраниях в России и за рубежом.